# 24-メチレンステロール C-メチルトランスフェラーゼ
24-メチレンステロール C-メチルトランスフェラーゼ(24-methylenesterol C-methyltransferase、EC 2.1.1.143)は、以下の化学反応を触媒する酵素である。
S-アデノシル-L-メチオニン + 24-メチレンロフェノール{\displaystyle \rightleftharpoons }S-アデノシル-L-ホモシステイン + (Z)-24-エチリデンロフェノール
従って、この酵素の2つの基質はS-アデノシル-L-メチオニンと24-メチレンロフェノール、2つの生成物はS-アデノシル-L-ホモシステインと(Z)-24-エチリデンロフェノールである。
この酵素は、転移酵素、特に1炭素基を転移させるメチルトランスフェラーゼのファミリーに属する。系統名は、S-アデノシル-L-メチオニン:24-メチレンステロール C-メチルトランスフェラーゼである。その他よく用いられる名前に、SMT2、24-methylenelophenol C-241-methyltransferase等がある。この酵素は、ステロイドの生合成に関与している。